# Leff Pouishnoff
Leff Nicolas Pouishnoff (en russe : Лев Николаевич Пышнов) (Odessa, 11 octobre 1891 – Londres, 28 mai 1959) est un pianiste et compositeur, né ukrainien, qui s'est installé au Royaume-Uni et dont la carrière est en grande partie réalisée à l'Ouest, à partir de la fin des années 1920. Il est particulièrement en affinité avec les œuvres de Frédéric Chopin.

## Biographie
Pouishnoff, naît dans une famille de l'aristocratie russe de Kiev ou Odessa. Tout jeune enfant, Il est attiré par le piano  et, ayant acquis une certaine aptitude avant l'âge de dix ans, donne deux concerts publics. Ses parents, ne voulant pas qu'il soit exploité, ont découragé sa vocation, mais après la mort de son père – alors que Leff a neuf ans – les contraintes financières conduisent à l'acceptation d'engagements pour des concerts, grâce auxquels, il gagne rapidement une réputation. Des dispositions spéciales ont été faites pour sa scolarité, où il montre un intérêt particulier pour la chimie. À quatorze ans, il rejoint l'orchestre de la compagnie de l'Opéra d'État, mais une rencontre fortuite avec Feodor Chaliapine l'incite à poursuivre ses études de piano.

## Formation
Leff Pouishnoff étudie au Conservatoire de Saint-Pétersbourg avec la pédagogue Anna Esipova et suit la classe de composition de Rimski-Korsakov, Liadov et Glazounov, la direction d'orchestre avec Nicolas Tcherepnine. Il est l'un des plus brillants élèves de son temps et dès 1910, obtient une médaille d'or et un prix en espèces équivalent à 120 £, pour un voyage vers l'Europe. La même année, il concourt pour le prix Rubinstein de Saint-Pétersbourg, contre Arthur Rubinstein, Alexandre Borovsky, Julius Isserlis, Edwin Fischer et Alfred Hoehn (le vainqueur). Cependant, au lieu de se lancer dans une grande carrière de récitals, il choisit plutôt de faire une tournée musicale à travers différents pays Européens, étudiant la musique et rencontrant des musiciens, ce qui a considérablement élargi son expérience.
De retour en Russie, il effectue une tournée de récitals avec le violoniste hongrois Leopold Auer, et enchaîne avec une tournée en soliste de récitals de piano, ce qui entraîne de nombreuses propositions d'engagement dans les grandes villes européennes. Sa réputation internationale grandissait lorsque la première Guerre Mondiale en  interrompt l'élan. En raison de sa myopie, il est exempté du service militaire, mais au lieu de rester confiné en Russie, il joue dans des camps militaires et donne une série de concerts pour les blessés et convalescents dans les hôpitaux.

## Carrière à l'Ouest
Il reste en Russie au-delà de la Révolution russe, dans le manque et des souffrances considérables. Mais en 1919, il a l'occasion de partir en tournée de concerts en Perse (Iran),  il est ainsi le premier  pianiste européen éminent  à le faire. Après l'achèvement de la tournée, il repart en Russie et peu de temps après, se rend à Paris. En 1920, il se rend à Londres, où inconnu, il donne son premier et très acclamé récital au Wigmore Hall, le 2 février 1921,  admiré par le critique Ernest Newman. À partir de ce moment, Pouishnoff fait de la Grande-Bretagne sa résidence et sa carrière se développe sur la scène européenne. 
Il fait de nombreuses apparitions avec des orchestres à Londres ou en province : au Queen's Hall et au Royal Albert Hall, avec le Hallé Orchestra de Manchester et avec le Scottish Orchestra. Ses nombreuses compositions pour orchestre, violon et piano étaient encore en manuscrits en 1924, mais ses pièces pour piano sont alors en cours de publication. Il effectue des visites régulières dans les principales villes de France, d'Allemagne, de Belgique et des Pays-Bas. Durant la saison 1924-25 et 1925-26, il se rend aux États-Unis, pour une tournée des grandes villes. Sa carrière a fini par couvrir le monde entier.
À l'été 1926, il consacre une semaine entière de récitals pour jouer plus de soixante-dix des principales œuvres de Chopin. Ce qu'il répète en 1927 avec un grand succès. Dans les enregistrements, effectués autour des années 1930, on entend son jeu très articulé et  son accompagnement intelligent de Frank Titterton dans le répertoire des lieder de Schubert. Il est l'un des premiers pianistes de la radio (studio BBC au Savoy Hill) en 1925 et en 1938, il est le premier pianiste diffusé à la télévision, à partir de l'Alexandra Palace. Leff Pouishnoff est naturalisé citoyen britannique en 1935. Au cours de la seconde Guerre Mondiale, il donne des concerts aux ouvriers, mineurs et dockers, et fait de nombreuses tournées pour jouer devant les troupes au Moyen-Orient.
Pouishnoff a fait un nombre important d'enregistrements, en particulier, de Chopin et de Liszt. Il avait une  connaissance très vaste de la technique, une grande finesse et sensibilité de nuance sans être efféminé, qui remportent de très hautes louanges de la part de certains critiques. Il a terminé sa vie à Londres. Sa veuve Dorothy, une ancienne élève, est décédée trois semaines après lui.

## Réception
Arthur Rubinstein disait de lui que son jeu avait « une sorte de fini musical qu'il ne posséderait jamais ».

## Discographie
- Schubert, Chopin, Liszt... (1923-1929, Pearl CD9029)[2] (OCLC 896031171)

## Sources
- D. Brook, Masters of the Keyboard (Rockliff, Londres 1946)
- A. Eaglefield-Hull, A Dictionary of Modern Music and Musicians (Dent, Londres 1924)
- J. Methuen-Campbell, Chopin Playing from the Composer to the Present Day (Gollancz, Londres 1981)